# Джураев, Акрам Ахматович
Акрам Ахматович Джураев (тадж. Ҷӯраев Акрам Аҳмадович; 28 июня 1942, Сталинабад, СССР — 23 марта 2010, Таджикистан) —  учёный в области ядерной физики и использования её достижений в народном хозяйстве. Руководитель отрасли атомной энергетики Таджикистана. Кандидат физико-математических наук, бывший ведущий научный сотрудник Международного центра ядерно-физических исследований Физико-технического института им. С. Умарова АН РТ.  Опубликовал более 100 научных и научно-популярных работ. Акрам Джураев выявил феномен аномального осаждения техногенных, космогенных и природных  изотопов в природных средах. Он является организатором и руководителем работ по ликвидации последствий крупной радиационной аварии, произошедшей на территории «Главтаджикгидромета» в 1998 году. Решением правительства республики исполнители этой работы были приравнены по статусу к ликвидаторам Чернобыльской катастрофы.
Акрам Джураев разработал нейтронно-активационные методики определения благородных и редкоземельных металлов в геологических образцах и технологических продуктах. Им разработано и создано большое количество ядерно-физических установок для использования в различных отраслях народного хозяйства.

## Биография
Акрам Джураев родился в 1942 году в Сталинбаде. В 1964 году окончил физико-математический факультет ТГУ им. Ленина. Защитил дипломную работу на тему «Нейтронное излучение природных материалов» Затем работал в Физико-техническом институте им. Умарова Академии наук республики. В 1968 году Акрам Джураев поступил в аспирантуру и был прикомандирован к Лаборатории ядерных проблем Объединенного института ядерных исследований (ОИЯИ) г. Дубна. В 1974 году защитил диссертацию на тему «Деполяризация отрицательных мюонов в конденсированных молекулярных средах».
В 2009 году совместно с И. Бободжановым опубликовал сборник статей «Мюоны, ядра, вещество».